# Засека (Ивановская область)
Засека — деревня в составе Симаковского сельского поселения Верхнеладнеховского района Ивановской области. 

## География
Деревня расположена на берегу речки Чёрная в 5 км на юг от центра поселения села Симаково и в 13 км на восток от Верхнего Ландеха на автодороге 24Н-186 Пестяки – Беклемищи – Симаково.

## История
В конце XIX — начале XX века деревня входила в состав Верхнеландеховской волости Гороховецкого уезда Владимирской губернии, с 1925 года — в составе Шуйского уезда Иваново-Вознесенской губернии.  В 1859 году в деревне числилось 18 дворов, в 1905 году — 25 дворов.
С 1929 года деревня являлась центром Засекинского сельсовета Ландеховского района, с 1931 года — в составе Пестяковского района, с 1946 года — в составе  Верхнеландеховского района, с 1960 года — вновь в составе Пестяковского района, с 1983 года — вновь в составе Верхнеландеховского района, с 2005 года — в составе Симаковского сельского поселения. 

## Население
| 1859 | 1905 | 2010 |
| ---- | ---- | ---- |
| 109  | ↗121 | ↗165 |